# 圣公会安条克的圣依纳爵堂
圣公会安条克的圣依纳爵堂（英語：St. Ignatius of Antioch Episcopal Church）是一座美国圣公会教堂，位于美国纽约曼哈顿的上西城第十一大道552号（87街东南转角）。这是一座哥特复兴建筑，建于1902年，1999年11月30日列入國家史蹟名錄。
该堂以其唱诗班和音乐会著称。